# Жуниор Байано
Райму́ндо Ферре́йра Ра́мос Жу́ниор (порт.-браз. Raimundo Ferreira Ramos Júnior; 17 марта 1970, Фейра-ди-Сантана), более известный как Жу́ниор Байа́но (порт. Júnior Baiano) — бразильский футболист, выступавший на позиции центрального защитника.

## Карьера
Жуниор Байано начал свою карьеру в клубе «Фламенго». 11 декабря 1988 года он дебютировал в основе клуба в матче с «Бангу». В следующем сезоне он провёл за клуб 11 матчей, из которых 1 в официальной игре. В том же году защитник выиграл в составе команды Кубок Бразилии. Через год Жуниор смог завоевать место в стартовом составе «Менго». С ним клуб выиграл трофей Рио, чемпионат штата Рио-де-Жанейро и чемпионат Бразилии. В 1994 году Байано перешёл в «Сан-Паулу», с которым выиграл Кубок КОНМЕБОЛ и Рекопу Южной Америки.
В 1995 году Жуниор Байано перешёл в немецкий клуб «Вердер», за который провёл 32 матча и забил 2 гола. На следующий год он вернулся во «Фламенго». Там он находился два сезона, сыграв в 99 матчах и забив 11 голов. Затем защитник выступал в «Палмейрасе», который купил концерн Parmalat, с которым выиграл Кубок Меркосур, а затем Кубок Либертадорес. В 2000 году он перешёл в стан «Васко да Гама», с которым выиграл чемпионат страны, Кубок Меркосур и Кубок Гуанабара.
В 2001 году Жуниор Байано стал игроком китайского «Шанхай Шеньхуа», но провёл там немного времени. Бразилец на следующий год вернулся на родину, став игроком «Интернасьонала». С этим клубом он выиграл чемпионат штата Риу-Гранди-ду-Сул. В 2004 году Байано в третий раз стал игроком «Фламенго», вновь побеждая с клубом: защитник отпраздновал победу в Кубке Гуанабара и чемпионате штата. В то же время он вызывался в суд для дачи показаний в деле о незаконном обороте наркотиков.
Затем он играл за «Америку», «Бразильенсе», «Волта-Редонду» и американский клуб «Майами», где завершил карьеру в 2009 году.

## Международная карьера
В составе сборной Бразилии Жуниор дебютировал 10 августа 1997 года в товарищеском матче с командой Южной Кореи (2:1). В том же году он выиграл с национальной командой Кубок конфедераций. В следующем году Байано с Бразилией поехал на чемпионат мира, где бразильцы дошли до финала, проиграв в решающем матче Франции. Эта игра стала последней для Жуниора в футболке сборной Бразилии.

## Достижения

### Командные
- Обладатель Кубка Бразилии: 1990
- Обладатель трофея Рио: 1991
- Чемпион штата Рио-де-Жанейро: 1991, 2004
- Чемпион Бразилии: 1992, 2000
- Обладатель Кубка КОНМЕБОЛ: 1994
- Обладатель Рекопы Южной Америки: 1994
- Обладатель Кубка конфедераций: 1997
- Обладатель Кубка Меркосур: 1998, 2000
- Обладатель Кубка Либертадорес: 1999
- Обладатель Кубка Гуанабара: 2000, 2004
- Чемпион штата Риу-Гранди-ду-Сул: 2002
- Чемпион Федерального округа: 2008

### Личные
- Обладатель Серебряного мяча Бразилии: 1997